# Бабминдра, Пётр Константинович
Пётр Константинович Бабминдра (1907, Владимировка — 1984) — советский работник сельского хозяйства, Герой Социалистического Труда (1948).

## Биография
Родился в 1907 году в селе Владимировка.
Весной 1933 года по направлению райкома партии, будучи директором Ростовской ватной фабрики, был направлен на работу в совхоз «Донсвиновод». Работал заместителем директора до 1935 года. Затем, окончив Сельхозакадемию, был назначен заместителем директора Ростовского зернотреста (1938—1941).
В первый год Великой Отечественной войны Бабминдра возглавил зерносовхоз «Гигант» (Сальский район). В 1942 году ему пришлось заниматься эвакуацией совхоза в Азербайджан, а после выполнения этого задания — возглавить Алтайский зернотрест.
После освобождения Ростовской области, его назначили директором зерносовхоза «Целинский», которым он руководил с 1943 по 1951 годы.
Занимался государственной деятельностью — был депутатом Верховного Совета РСФСР IV созыва (1955—1959). 14 января 1967 года был награждён Почётной Грамотой Президиума Верховного Совета РСФСР.
Умер в 1984 году. Похоронен в Москве на Кунцевском кладбище.

## Награды
- 3 апреля 1948 года Указом Президиума Верховного Совета СССР за получение высоких урожаев пшеницы при выполнении совхозами плана выдачи государству сельскохозяйственных продуктов в 1947 году и обеспеченности семенами зерновых культур для весеннего сева 1948 года директору зернового совхоза «Целинский» Петру Константиновичу Бабминдре было присвоено звание Героя Социалистического Труда с вручением ордена Ленина и золотой медали «Серп и Молот».
- Награждён также вторым орденом Ленина (1947).